# ベッドフォード-ノストランド・アベニュース駅
ベッドフォード-ノストランド・アベニュース駅（Bedford–Nostrand Avenues）はブルックリン区ベッドフォード＝スタイベサントにあるニューヨーク市地下鉄 INDクロスタウン線の駅である。 ラファイエット・アベニューのベッドフォード・アベニュー - ノストランド・アベニュー間にあり、終日G系統 が停車する。

## 駅構造
| G          | 地上階                                     | 出入口                                                           |
| M          | 改札階                                     | 改札、駅員詰所、メトロカード自動販売機                           |
| P ホーム階 | 南行線                                     | ← チャーチ・アベニュー駅行き（クラッソン・アベニュー駅）         |
| P ホーム階 | 島式ホーム、到着番線に応じた側のドアが開く |                                                                  |
| P ホーム階 | 中央線                                     | ← 定期列車なし                                                   |
| P ホーム階 | 島式ホーム、到着番線に応じた側のドアが開く |                                                                  |
| P ホーム階 | 北行線                                     | → コート・スクエア駅行き（マートル-ウィロビー・アベニュース駅）→ |

ベッドフォード-ノストランド・アベニュース駅は1937年7月1日のクロスタウン線ナッソー・アベニュー駅 - ホイト-スカーマーホーン・ストリーツ駅間延伸に合わせて開業した島式ホーム2面3線を有する地下駅である。ホーム壁面には濃緑色で縁取り（以前はクリムゾンレッドだった）されたライムグリーンの帯が水平に引かれており、帯の下には白い文字で "BEDFORD" と "NOSTRAND" が交互に書かれている。ホームには緑色（以前は赤色）の I 形鋼の柱が等間隔で建っており、1本おきに黒地に白でレタリングしたニューヨーク市地下鉄標準の駅名標が取り付けられている。

### 出口
ノストランド・アベニューに通じる西側の改札は終日営業である。
- 階段1つ、ノストランド・アベニューとラファイエット・アベニュー交差点北東[3][4]
- 階段1つ、ノストランド・アベニューとラファイエット・アベニュー交差点南東[3][4]
- 階段1つ、ベッドフォード・アベニューとラファイエット・アベニュー交差点北西[3][4]

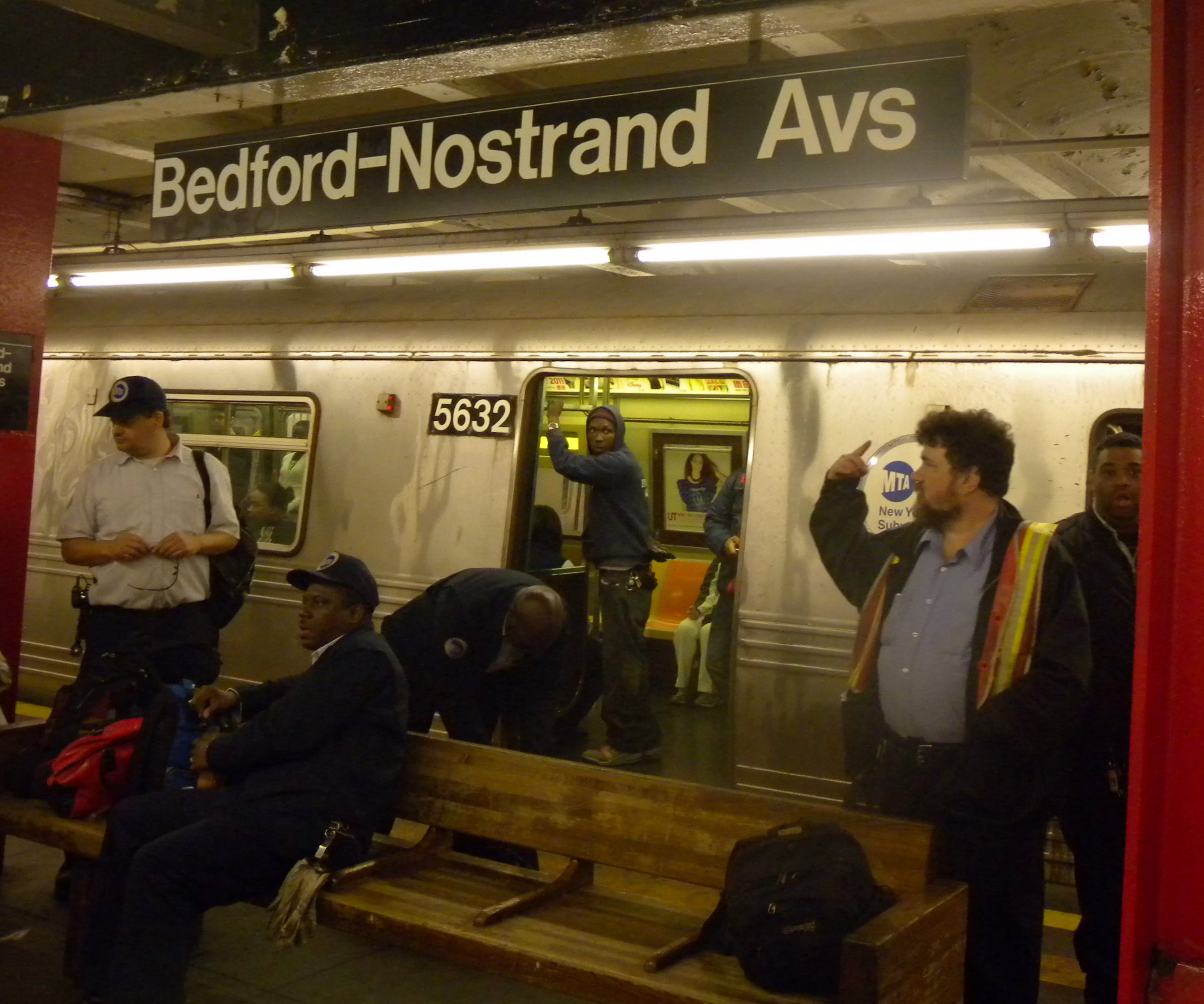
停車中の南行G系統

- 階段1つ、ベッドフォード・アベニューとラファイエット・アベニュー交差点南西[3][4]

## 外部リンク

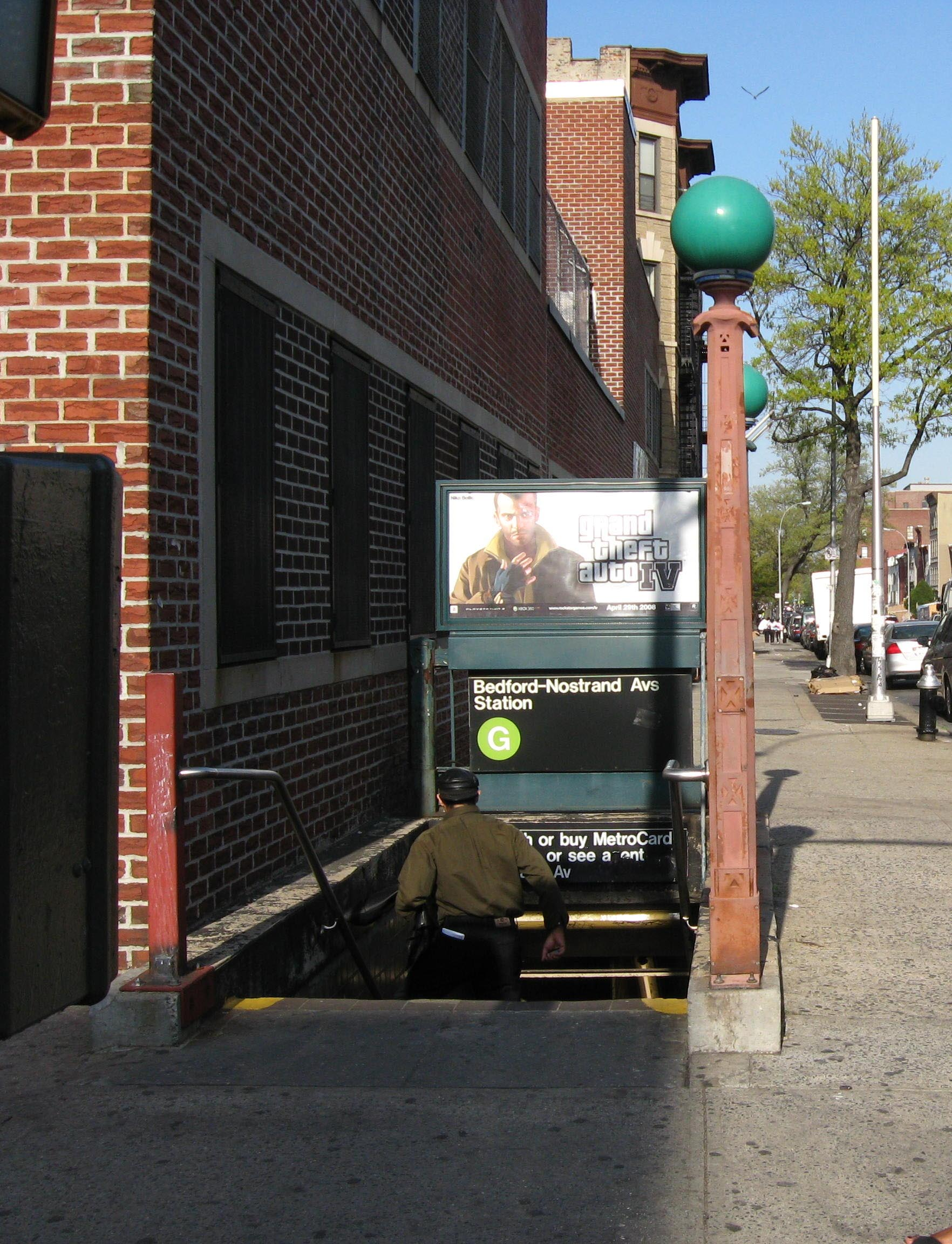
通りに面した階段